# Ibáditák

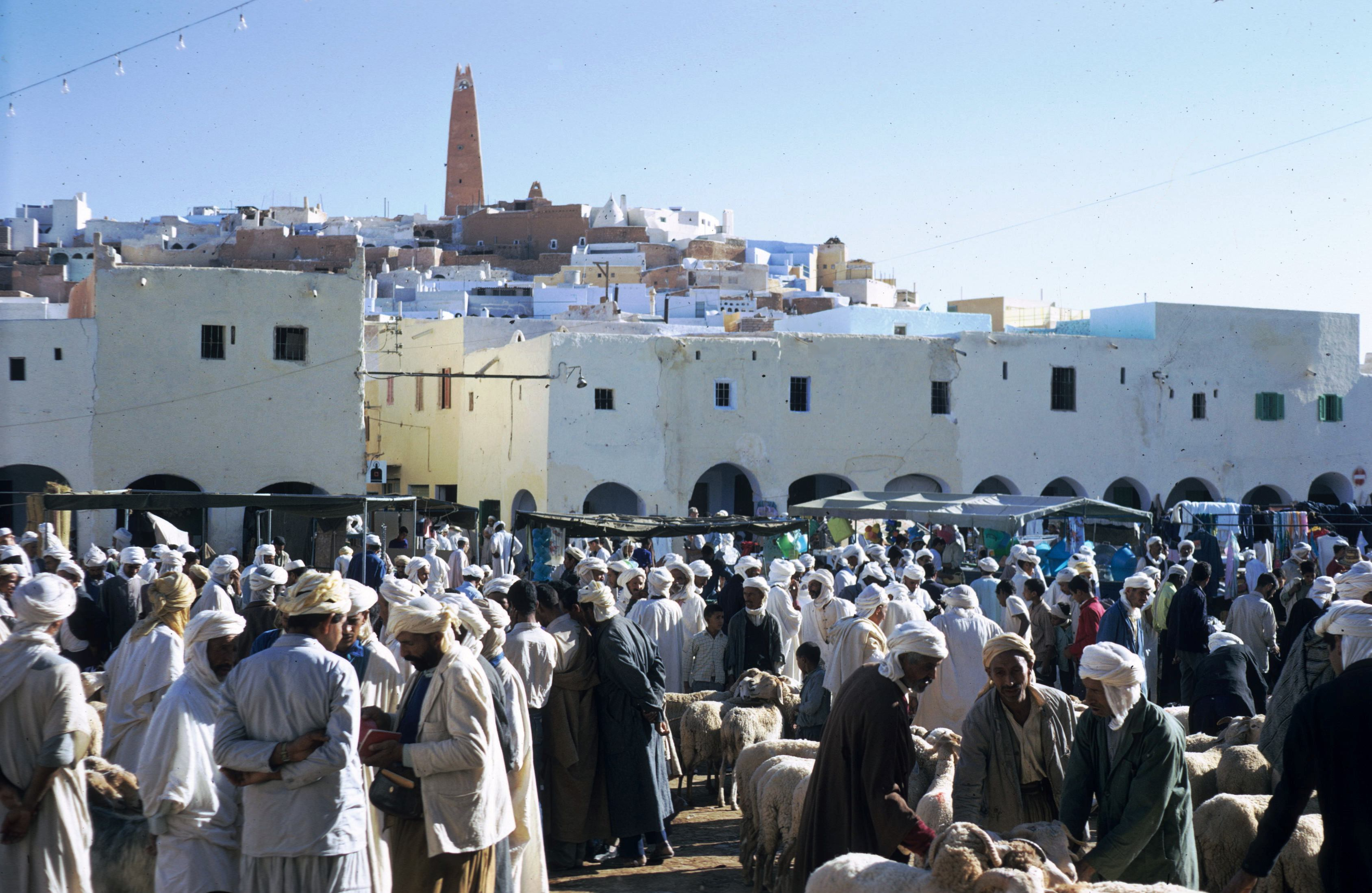
Ibádi muszlimok az algériai Mzab-völgyben, ahol mozabitáknak is nevezik őket

Az ibáditák, vagy egyéb átírásokban ibádijják, abáditák (arab: الاباضية) iszlám irányzat és iskola, a háridzsiták egyetlen fennmaradt ága, akik nem tartoznak sem a szunniták, sem a síiták közé. A saját vallásjogi iskolájukat (madzhab) követik, amelyet Dzsabir ibn Zejd-ig  (8. század) visszavezetnek.

## Elterjedése
Tagjai főként az Arab-félszigeten, Ománban élnek, ahol domináns irányzat, de ezentúl megtalálhatók Afrika északi részén (Algéria → Mzab-völgy, Tunézia → Dzserba, Líbia) és keleti részén (Zanzibár) is. Mindent összevetve, az ibáditák kisebbséget képviselnek a muzulmánok között a néhány millió követővel.

## Története
Feltételezett alapítója Abd-Alláh ibn Ibád  sokkal visszafogottabb szemléletet képviselt, nem tartotta musrikúnnak azokat, akik nem tartoznak a háridzsiták közé, és ezért nem fogadta el legitim fegyvernek a politikai gyilkosságot. A közösségen kívüliekkel kötött házasságot is megengedte. 
Az ibádijja hatást gyakorolt más muszlim irányzatokra, amelyek közül a vahhábiták maradtak fenn a leghosszabb ideig. 